# IPhone (Linksys)

iPhone是最初由Infogear開發的資訊家電，現由Linksys開發。

## 歷史
iPhone由Infogear公司首次於1997年發售，為一台外形尺寸像傳真機的大型桌上型電話，擁有一個觸控屏與改版的JavaOS，能運作為網頁瀏覽器或電話。該電話由於銷量並不理想而被終止。Infogear被思科系統收購後繼續保留該名稱為註册商標。
2006年，思科旗下公司Linksys開發及發售iPhone的新型號，這一系列 Cisco/LinkSys iPhone 是使用Skype系統的DECT無線式IP電話。與其前作不同，它使用現有網絡與一個私有的操作系統。許多分析家推測思科重新啓用這個長期沒有使用的商標是為了在蘋果電腦知名音頻播放器iPod的月暈效應中獲益。

## 機型
- Cordless Internet Telephony Kit (iPhone) CIT200

使用DECT技術的無線式網路電話，一台母機最多可配4台子機。以 USB 介面與電腦相連，使用電腦上的 Skype
- Dual-Mode Cordless Internet Telephony Kit (iPhone) CIT300

可使用Skype與一般電話線路的雙模電話暨DECT無線電話。一台母機一樣最多可配4台子機。
- Dual-Mode Cordless Internet Telephony Kit (iPhone) CIT400

具有免持聽筒對話功能的Skype與一般電話線路的雙模電話暨DECT無線電話，並有新的造型。直接連接網路線與電話線，無須電腦。

## 外部連結
- CIT200 技術支援/概要
- CIT300 技術支援/概要
- CIT400 技術支援/概要